# Lonquimayus tener
Lonquimayus tener là một loài ruồi trong họ Asilidae. Lonquimayus tener được Bigot miêu tả năm 1878.